# Guillaume d’Avaugour
Guillaume d’Avaugour († 1447) war einer der loyalsten Gefolgsleute des französischen Königs Karl VII.

## Leben
Guillaume d’Avaugour gehörte zur Linie Le Parc in Brecé der Familie Avaugour. Ab 1417 war er im bewaffneten Gefolge des Dauphin und späteren Königs Karl VII. Im Juni 1417 nahm er am Feldzug teil, der dem von Herzog Johann Ohnefurcht von Burgund attackierten Saint-Florentin bei Auxerre, zu Hilfe kam.
Im Juni 1418 war er Kapitän von 100 Hommes d‘Armes (Waffenknechte) und 60 Hommes de trait (die Helfer der Waffenknechte), sah sein Kommando aber bald verdoppelt. Am 18. Juni 1418 wurde er zum Bailli de Touraine ernannt.
Beim Vertrag von Pouilly-le-Fort vom 11. Juli 1419 und beim Mord an Johann Ohnefurcht am 10. September 1419 stand er in der ersten Reihe. Er war es, der, bevor der Herzog erstochen wurde, dessen Männer aufforderte, sich zurückzuziehen.
1420 war er Berater und Kammerherr des Dauphins, wobei seine Funktion darin zu bestehen schien, dass er dem König das benötigte Geld vorstreckte. Als Sicherheit für seine Vorschüsse erhielt er am 20. Oktober 1420 die Châtellenie Ubril und ein schriftliches Zeugnis des Vertrauens des Königs. Nach dem Mord am Herzog musste er sich eine Zeit lang zurückziehen, bis die Wogen geglättet waren, blieb ab ein loyaler Diener des Dauphin. Als Karl VII. König geworden war, wurde er gemeinsam mit dem Kanzler Robert Le Maçon eingesetzt, um eine gütliche Einigung mit Herzog Johann VI. von Bretagne auszuhandeln (Mai 1424).
Neben den ersten Beamten des Hofes unterzeichnete er am 7. März 1425 die Briefe, in denen der König Arthur de Richemont zum Connétable von Frankreich ernannte und erhielt dann von letzterem eine dauerhafte Schutzzusage – was aber nicht verhinderte, dass er im Juli 1425 aus dem königlichen Rat entfernt und ihm das Amt des Bailli de Touraine weggenommen wurde, er dafür aber die Einkünfte aus dem Salzspeicher von Tarascon erhielt. Von 1434 bis 1440 war er Gouverneur des Dauphin. Von 1440 bis 1446 war er ein zweites Mal Bailli und Gouverneur der Touraine, insbesondere 1444 Kommandeur von Tours.

## Ehe und Famille
Guillaume d’Avaugour heiratete in erster Ehe Catherine NN, in zweiter Ehe Marie de Couliette, Witwe von Gilles de Quatrebarbes, in dritter Ehe dann Blanche de la Tour-Landry, die als seine Witwe (ab 1447) dafür sorgen musste, dass die großen Summen, die Guillaume d’Avaugour dem König geliehen hatte, auch zurückgezahlt wurden.